# Most Vasca da Gamy
Most Vasca da Gamy (port. Ponte Vasco da Gama) je zavěšený most přes řeku Tejo v Portugalsku. Od okraje hlavního města Lisabonu vede jihovýchodním směrem k městu Montijo v distriktu Setúbal.
Jde o druhý nejdelší most v Evropě (v roce 2018 ho o necelé dva kilometry překonal Krymský most) a nejdelší v Evropské unii. Smyslem jeho stavby bylo zmírnit přetížení na lisabonském mostě 25. dubna a odstranit při jízdě ze severu na jih země nutnost projíždět přímo přes Lisabon.
Stavba začala v únoru 1995. Most byl otevřen 29. března 1998, v době konání výstavy světové výstavy Expo 1998, která byla zároveň oslavou 500. výročí objevení námořní cesty z Evropy do Indie Vascem da Gamou.

## Konstrukce
Most je dlouhý 12,345 km, s nájezdy 17,2 km. Je široký 30 m.
Má očekávanou životnost 120 let. Byl navržen tak, aby odolal rychlosti větru 250 km/h i silným seismickým otřesům.

## Mýtné
Doprava na sever (do Lisabonu) je zpoplatněna, zatímco cesta na jih je zdarma. 